# Wurd
Wurd oder auch Wyrd ist ein germanischer Begriff, der das allgemeine Geschick oder das Schicksal beschreibt, primär das der Menschen. In der hochmittelalterlichen, isländischen, mythologischen Dichtung der Edda wird der Begriff in der Form Urðr auch auf das Geschick der Götter angewendet.

## Vorstellungen
Vorbild für die konkrete Verwendung des „Wurd-Motivs“ in den überlieferten vorwiegend poetischen Quellen der Germania in profanen und sakralen Kontexten eingebunden (Heliand, Beowulf), waren spätantike philosophisch-christlich klerikale Glaubensvorstellungen nach der Theologie des Boethius. Dessen theologisch-philosophische Ansichten eines die Welt und das Schicksal beherrschenden Gottes belegte er mit den Leitbegriffen fortuna und fatum. Diese werden bei der Übertragung der Boethischen Trost der Philosophie durch Alfred des Großen ins Altenglische als wyrd wiedergegeben, also mit einem traditionellen volkssprachigen Lexem angeglichen.
Dass der Begriff der Wurd in den vorchristlichen, paganen germanischen Gesellschaften Bedeutung und Gebrauch hatte, wird aus der etymologischen Bedeutung und aus den Vergleich mit paganen Vorstellungen der Römer und Griechen deutlich. Dies ist im polytheistischen Weltsystem zu verstehen, in dem Menschen wie Götter als Teil des werdenden Laufs der Welt dieser unterstehen, und die Götter nur zeitlich begrenzt und mit bestimmten Funktionen beschränkt handeln können.
In der älteren Forschung der germanischen Philologien wurden fälschliche Annahmen konstruiert zu einer artifiziellen und spezifischen Vorstellung eines konkreten „Germanischen Schicksalsglaubens“. Dieser hatte insbesondere in den Jahren der NS-Diktatur für die Ideologen in Bezug der Kriegs- und Durchhalte-Propaganda einen fruchtbaren Boden.

## Etymologie
Altsächsisch wurd, althochdeutsch wurt, angelsächsisch wyrd und altnordisch urðr liegt die germanische Form *wurðiz zu Grunde. Es gehört zur indoeuropäischen Wurzel *uert für drehen, wenden und ist eine Abstraktbildung von werden, verwandt mit lateinisch vertere. Im Althochdeutschen bedeutet wurd oder auch angegeben als wurth (germanisch wurþi) schließen, decken, schützen, retten, wehren oder abwehren.